# Festival de Lucerna
El Festival de Lucerna és un festivals de música clàssica que se celebra cada any a Lucerna, Suïssa. Fundat el 1938, actualment produeix tres festivals a l'any, que atrauen uns 110.000 visitants anuals tenen lloc des del 2004 principalment al Centre de Congressos i Cultura de Lucerna (KKL) dissenyat per Jean Nouvel. Cada festival compta amb orquestres i solistes residents al costat d’actuacions convidades de conjunts i artistes internacionals, el 2019, inclosa la Filharmònica de Berlín, la Royal Concertgebouw Orchestra, la Filharmònica de Viena, Bernard Haitink, Anne-Sophie Mutter i Sir Simon Rattle.

## Història
El festival va començar amb l'anomenat "Concert de Gala" als jardins de la vil·la de Richard Wagner a Tribschen el 1938 dirigit per Arturo Toscanini, que havia format una orquestra amb membres de diferents orquestres i solistes de tot Europa. Amb l’auge del règim nazi, diversos intèrprets i directors importants, inclosos Toscanini, Fritz Busch, Adolf Busch i Bruno Walter, van decidir no actuar als festivals de música tradicionals alemanys i austríacs com el Festival de Bayreuth i el festival de Salzburg. A la dècada de 1940 es va fundar l'Orquestra del Festival Suís (Schweizerische Festspielorchester) a partir de membres de les orquestres suïsses d'elit, que es van convertir en una part central del festival conegut des de 1943 com Internationalen Musikfestwochen Luzern (FMI). El 2000 es va canviar el nom de Festival de Lucerna i actualment forma part de l'Associació Europea de Festivals.

## El Festival d’Estiu
El festival més gran és el Festival d’estiu (Lucerne Festival im Sommer), que té lloc a l’agost i al setembre i compta amb més de 100 esdeveniments. Des del 2003 ha estat llançat per l' Orquestra del Festival de Lucerna, l'"orquestra d'amics" de Claudio Abbado formada per solistes, músics de cambra, professors i membres de la Mahler Chamber Orchestra, així com de la Filarmonica della Scala; des del 2016 el seu director musical és Riccardo Chailly. També es va fundar el 2003 l'Acadèmia del Festival de Lucerna que va ser creada pel compositor i director francès Pierre Boulez per reunir joves músics de tot el món per interpretar música dels segles XX i XXI. Wolfgang Rihm és director artístic des del 2016 i des del 2016 fins al 2018 Matthias Pintscher va treballar amb ell com a director principal. També es convida a artistes internacionals a ser artistes d’estels i compositors residents. El Festival d’Estiu s'organitza al voltant d’un tema anual; els temes més recents han estat "Identitat", "Infància" i "Poder".
Al costat de l’orquestra i l’acadèmia residents, tres institucions addicionals contribueixen a l’activitat anual del festival. Lucerne Festival Young és l'encarregat de programar actuacions de música clàssica per a joves, inclosa "Young Performance" (2014-2017). Lucerne Festival Alumni és una xarxa que representa músics que s'han graduat de l'Acadèmia des del 2003 i els dona suport mentre llancen la seva carrera i organitzen representacions de música clàssica contemporània a tot el món.

## Altres activitats del festival
El Festival de Pasqua (Lucerne Festival zu Ostern) es va fundar el 1988 i va tenir lloc cada primavera durant un període de nou dies dues setmanes abans de Pasqua i que va durar fins al Diumenge de Rams, amb un focus especial dedicat a la música sacra. Les representacions es van celebrar a esglésies de tota Lucerna, així com al KKL, i van incloure actuacions anuals de convidats de l'Orquestra Simfònica i el Cor de la Ràdio de Baviera. A més, Bernard Haitink juntament amb el Lucerne Festival Strings van dirigir classes magistrals anuals per a joves directors. El Festival de Pasqua es va acabar després de l'edició del 2019.
El Festival de Piano es va fundar el 1998 i es va celebrar cada novembre durant un període de nou dies. Va mostrar virtuosos del teclat i estrelles emergents en una barreja de recitals, concerts orquestrals i música de cambra. El "Piano fora de l'escenari" auxiliar programa va presentar una sèrie d’esdeveniments de jazz a diversos bars i restaurants de Lucerna. El Festival de Piano es va acabar després de l'edició del 2019.
Lucerna Festival Ark Nova és una sala de concerts mòbil inflable, desenvolupada per Arata Isozaki i Anish Kapoor el 2011 per contribuir a les reconstruccions culturals que es produeixen al Japó després del terratrèmol, el tsunami i el desastre nuclear resultant a Fukushima.
A partir del 2020 i en substitució del Festival de Pasqua i Piano, el Festival de Lucerna va inaugurar una nova sèrie de caps de setmana musicals ampliats, un a la primavera i la tardor, que se centren en artistes distingits o que investiguen contextos temàtics específics. Aquests caps de setmana especials impliquen conceptes de programació inusuals i formats d’esdeveniments. A causa de la pandèmia COVID-19, es va haver de cancel·lar el primer cap de setmana musical de primavera, que s'havia de centrar en Teodor Currentzis i els seu conjunt musicAeterna.